# Рульє Карл Францович
Карл Францович Рульє (20 квітня 1814 — 22 квітня 1858) — біолог, еколог, професор Московського університету.

## Біографія
Народився в Нижньому Новгороді від батьків французького походження. Батько Рульє був шевцем, а мати повитухою (акушеркою). Спочатку виховувався вдома, а потім у приватних пансіонах «небагатої руки».
Рульє жив у Москві з 1829 року. У тому ж році він став вихованцем Медико-хірургічної академії. Після переходу на третій курс у 1831 р. став студентом і навчався у Г. І. Фішера й О. Л. Ловецького. Закінчив академію в 1833 р. лікарем першого відділення з першою срібною медаллю.
Будучи змушений жити особистою працею, Рульє поступив на службу лікарем в Ряжский драгунський полк, де залишався до 1836 р. Медицина не задовольняла Рульє, і він з радістю прийняв пропозицію президента Московської медико-хірургічної академії бути репетитором при академії. У 1837 р. захистив дисертацію «Про геморої» і здобув ступінь доктора медицини. Після цього Рульє став викладати студентам мінералогію і зоологію як ад'юнкт-професор. Одночасно працював в університетському Зоологічному музеї, зберігачем — з 1837 р., директором — з 1840 р. У тому ж році почав читати лекції з зоології в Московському університеті. У 1842 р. затверджений екстраординарним професором по кафедрі зоології, а в 1850 році став ординарним професором.
У 1837 р. був обраний членом Московського товариства випробувачів природи й кілька років був секретарем товариства.
Рульє був одним з перших російських пропагандистів і популяризаторів природних наук. Він активно читав публічні лекції, заснував і редагував науково-популярний журнал «Вісник природних наук» (1854—1860). Рульє створив російську наукову школу зоологів-еволюціоністів (М. О. Сєвєрцов, А. П. Богданов та ін.) Похований на московському Введенському кладовищі.

## Наукова діяльність

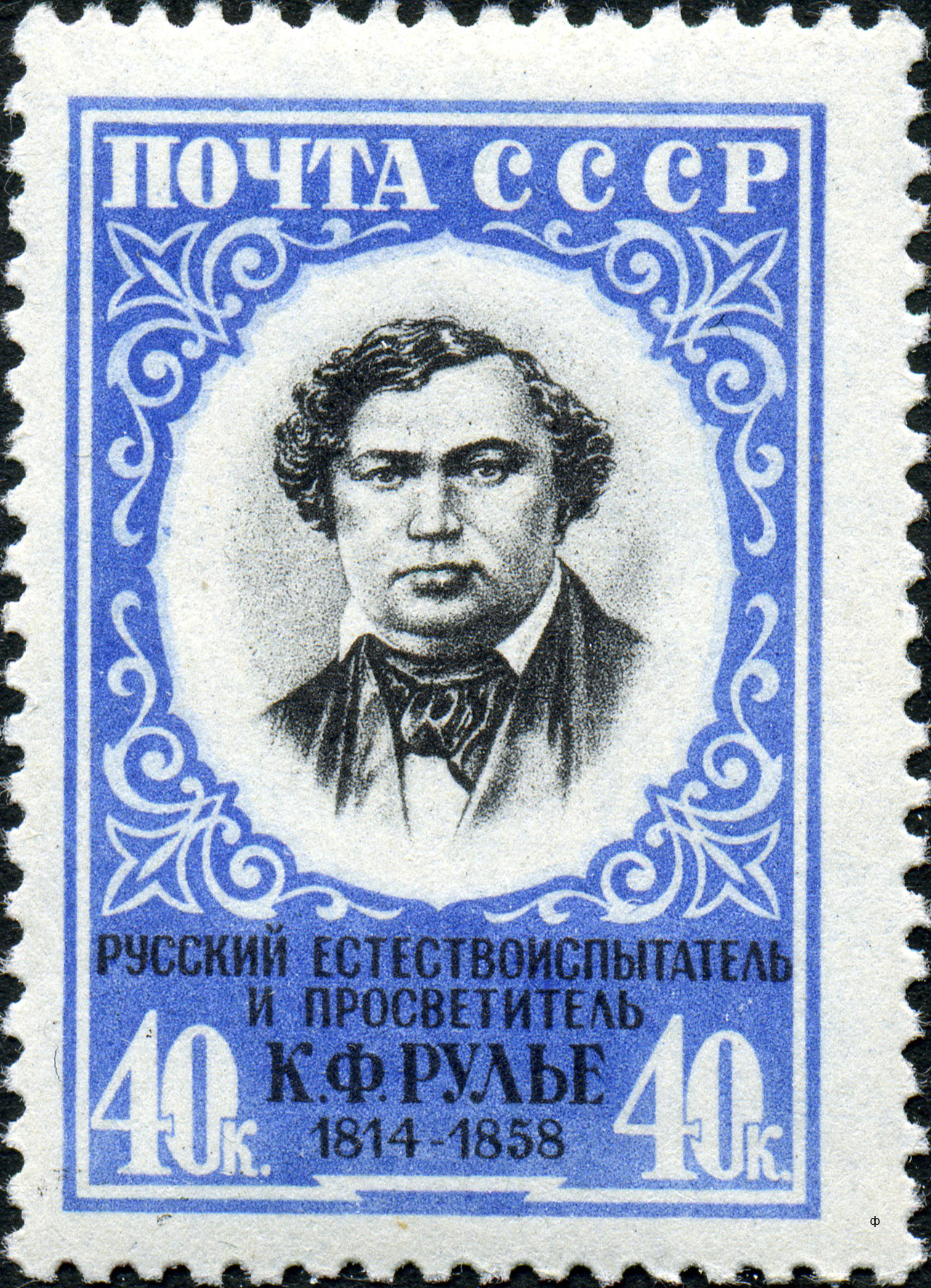
Поштова марка СРСР, 1958 рік

Рульє активно працював у галузі геології і палеонтології Підмосков'я, створивши основу для розвитку еволюційної палеонтології. Він ввів порівняльно-історичний метод дослідження органічного світу. Роботи Рульє з вивчення інстинктів тварин і їх психічної діяльності заклали основи еволюційного напряму в зоопсихології.
Вплив зовнішніх умов на тварин, закони географічного поширення тварин, періодичні міграція птахів, хід риби проти течії під час нересту, зооетика — ось які питання займали Рульє. Він розглядав організм не узятим окремо, а в зв'язку зі світом, умовами, які передували його появі, вплив на організм середовища, в якому відбувається його життя, ряд тих змін і пристосувань в органах, які викликає це середовище, — все це було покладено в основу курсу Рульє.
Рульє в 1852 році став фундатором так званого екологічного спрямування в зоогеографії, яке далі розроблялося М. О. Сєвєрцовим.

### Праці
- Рулье К. Ф. О влиянии наружных условий на жизнь животных // Библиотека для воспитания. 1845. Ч. 2. С. 190—220 ; ч. 3. С. 51-86.(рос.)
- Рулье К. Ф. Жизнь животных по отношению к внешним условиям: три публ. лекции, читанные ординарным профессором К. Рулье в 1851 г. — М. : Моск. ун-т, 1852. — 121 с.(рос.)
- Рулье К. Ф. Избранные биологические произведения / под ред., с коммент. и послесл. Л. Ш. Давиташвили, С. Р. Микулинского. — М. : Изд-во АН СССР, 1954. — 688 с.(рос.)
- Рулье К. Ф. Зообиология // Райков Б. Е. Русские биологи-эволюционисты до Дарвина: материалы к истории эволюционной идеи в России. М. ; Л. : Изд-во АН СССР, 1955. Т. 3. С. 437—604. [рукопись хранится в Отделе рукописей Научной библиотеки МГУ](рос.)